# Jarrapellejos (novela)
Jarrapellejos  (1914) estas novela del escritor Felipe Trigo, famoso como novelista de obras entonces consideradas de erotismo frívolo, aunque esta en concreto desarrolla un tema social y político de candente contemporaneidad, como es el Caciquismo. Esta novela se ha publicado en repetidas ocasiones e incluso se adaptó al formato cinematográfico en película del mismo nombre (1987), dirigida por Antonio Giménez-Rico. Fue incluida en la lista de las 100 mejores novelas en español del siglo XX del periódico español El Mundo.
La novela denuncia el enorme poder de los caciques locales en la sociedad española de esa época, pero concretando en un episodio real, conocido como el "crimen de Don Benito" (1902), que ocasionó un fuerte descontento social hasta 1905, cuando fueron finalmente ejecutados los culpables.

## Sinopsis
En ficticia localidad extremeña, La Joya, el poder efectivo lo ostenta don Pedro Luis Jarrapellejos, el cacique local, personaje que domina no solo personas, fincas, labores agrícolas, etc., sino también las vidas personales en todos los ámbitos, e incluso nombra y destituye todos los cargos desde alcaldes hasta gobernadores. Solo le escapa la bella joven Isabel, chica del pueblo que no acepta sus pretensiones. Una noche Isabel y su madre son violadas y asesinadas por gente del entorno del cacique. Jarrapellejos finge indagar quiénes han sido los culpables, que todo el pueblo conoce, pero por lo pronto se persigue a inocentes. 

## Contexto literario
La novela engarza con el realismo de fines del siglo XIX, reflejando la vida de los campesinos de Extremadura y en general del ambiente sociopolítico de la región; asimismo constituye una punta de lanza coincidiendo con los impulsos renovadores del grupo de la Generación del 98, criticando acérrimamente la figura de los caciques y su repercusión en la vida del pueblo, decidiendo sobre todos los asuntos sociales, políticos y económicos e incluso sobre la vida privada de las personas.